# Eurhynchium meridionale
Eurhynchium meridionale är en bladmossart som beskrevs av De Notaris in Piccone 1863. Eurhynchium meridionale ingår i släktet sprötmossor, och familjen Brachytheciaceae. Inga underarter finns listade i Catalogue of Life.